# 飛田砂織
飛田 砂織（とびた さおり）は、日本の医師。医学博士。東京都出身。

## 人物
群馬大学医学部(昭和キャンパス)卒業。北里大学にて学位取得。 東京大学医学部附属病院にて研修後、東京大学、北里大学救命救急センターにて救急専門医として従事。救急での重症患者への治療経験や、激務で体調を崩し肌のトラブルを経験したことから、健康を保つための予防医学、美容皮膚治療を志し、東京女子医科大学附属青山女性医療研究所クリニック美容医療科(助教、のちに非常勤講師；2015年12月に閉院)にて美容皮膚科医としての経験を積む。 
2015年に自らのクリニック「クリニックシュアー銀座」を開院。美容皮膚治療、ナチュラルホルモン補充療法を中心に、点滴療法やサプリメント療法を含め総合的に抗加齢医療を行っている。
また海外での学会参加や医師との交流から得られた最新の医療情報、安全で効率のよい美容治療情報、抗加齢治療に関する情報を発信し、医師向けの総合ホルモン補充療法セミナー講師などを行うこともある。 
2019年より東京女子医科大学附属成人医学センター非常勤講師（美容皮膚科）（2020年5月現在）

## 来歴
- 東京都出身
- 群馬大学医学部卒
- 北里大学にて学位取得

## 専門
- 美容皮膚科
- ナチュラルホルモン補充療法
- 抗加齢治療一般(点滴療法、サプリメントを用いた栄養療法など)

## 所属学会
- 日本抗加齢医学会
- 米国抗加齢医学会(A4M)
- 日本美容皮膚科学会
- 日本美容外科学会
- 日本皮膚科学会
- 米国レーザー医学会(ASLMS)
- 日本レーザー医学会
- 日本救急医学会

など

## 資格
- 【資格】
  - 日本抗加齢医学会専門医[3]
  - キレーション治療認定医[4]
  - 救急科専門医

## メディア出演

### テレビ
- 直撃!コロシアム!! ズバッと!TV （健康オタク芸能人VS医師）（2016年6月20日放映 TBSテレビ）
- 直撃!コロシアム!! ズバッと!TV （がんの医者50人）（2016年4月11日放映 TBSテレビ）
- 駆け込みドクター「ほっておくと怖い顔の病気SP」（2015年8月2日放映 TBSテレビ）
- 駆け込みドクター「お医者さんに聞きたい事」（2015年4月19日放送 TBSテレビ）

ほか

### 雑誌
- SPUR
- Body+
- GOLD
- InRed
- MAQUIA
- MyAge
- Marisol
- OZ Plus
- VoCE
- 日経WOMAN
- HERS
- ミセス

ほか